# HD 211073
HD 211073，又名BD+38 4711，SAO 72155、HR 8485，是一颗恒星，视星等为4.49，位于銀經92.76，銀緯-13.75，其B1900.0坐标为赤經22h 9m 35.1s，赤緯+39° -13.75′ 7″。